# Cyril Suk
Cyril Suk III (Praga, 29 de Janeiro de 1967) é um ex-tenista profissional tcheco. Ele é irmão da tenista Helena Suková com quem conquistou 3 grand slam em duplas mistas.

## Duplas Finais
32 títulos – 27 vices
| Legenda                           |
| Grand Slam (1)                    |
| Tennis Masters Cup (0)            |
| ATP Masters Series (2)            |
| ATP International Series Gold (7) |
| ATP Tour (22)                     |

| Títulos por Piso |
| Duro (12)        |
| Saibro (9)       |
| Grama (6)        |
| Carpete (5)      |

| Posição | N.  | Data | Torneio                         | Piso     | Parceiro           | Oponentes                            | Placar              |
| ------- | --- | ---- | ------------------------------- | -------- | ------------------ | ------------------------------------ | ------------------- |
| Vice    | 1.  | 1989 | Stuttgart Outdoor, Alemanha     | Saibro   | Florin Segărceanu  | Petr Korda Tomáš Šmíd                | 3–6, 4–6            |
| Campeão | 1.  | 1989 | St. Vincent, Itália             | Saibro   | Josef Čihák        | Massimo Cierro Alessandro de Minicis | 6–4, 6–2            |
| Vice    | 2.  | 1991 | Milan, Itália                   | Carpete  | Tom Nijssen        | Omar Camporese Goran Ivanišević      | 4–6, 6–7            |
| Vice    | 3.  | 1991 | Estoril, Portugal               | Saibro   | Tom Nijssen        | Paul Haarhuis Mark Koevermans        | 3–6, 3–6            |
| Campeão | 2.  | 1991 | Praga, Checoslováquia           | Saibro   | Vojtěch Flégl      | Libor Pimek Daniel Vacek             | 6–4, 6–2            |
| Campeão | 3.  | 1991 | Toulouse, França                | Duro (i) | Tom Nijssen        | Jeremy Bates Kevin Curren            | 4–6, 6–3, 7–6       |
| Campeão | 4.  | 1991 | Lyon, França                    | Carpete  | Tom Nijssen        | Steve DeVries David Macpherson       | 7–6, 6–3            |
| Vice    | 4.  | 1991 | Estocolmo, Suécia               | Carpete  | Tom Nijssen        | John Fitzgerald Anders Järryd        | 5–7, 2–6            |
| Campeão | 5.  | 1992 | Stuttgart Indoor, Alemanha      | Carpete  | Tom Nijssen        | John Fitzgerald Anders Järryd        | 6–3, 6–7, 6–3       |
| Vice    | 5.  | 1992 | Gstaad, Suíça                   | Saibro   | Petr Korda         | Hendrik Jan Davids Libor Pimek       | W/O                 |
| Campeão | 6.  | 1992 | Basel, Suíça                    | Duro (i) | Tom Nijssen        | Karel Nováček David Rikl             | 6–3, 6–4            |
| Vice    | 6.  | 1992 | Bolzano, Itália                 | Carpete  | Tom Nijssen        | Anders Järryd Bent-Ove Pedersen      | 1–6, 7–6, 3–6       |
| vice    | 7.  | 1993 | Milan, Itália                   | Carpete  | Tom Nijssen        | Mark Kratzmann Wally Masur           | 6–4, 3–6, 4–6       |
| Campeão | 7.  | 1993 | Halle, Alemanha                 | Grass    | Petr Korda         | Mike Bauer Marc-Kevin Goellner       | 7–6, 5–7, 6–3       |
| Campeão | 8.  | 1993 | Stuttgart Outdoor, Alemanha     | Saibro   | Tom Nijssen        | Gary Muller Piet Norval              | 7–6, 6–3            |
| Campeão | 9.  | 1993 | ATP de New Haven, EUA           | Duro     | Daniel Vacek       | Steve DeVries David Macpherson       | 6–3, 7–6            |
| Vice    | 8.  | 1993 | Paris, França                   | Carpete  | Tom Nijssen        | Byron Black Jonathan Stark           | 6–4, 5–7, 2–6       |
| Campeão | 10. | 1994 | Oahu, EUA                       | Duro     | Tom Nijssen        | Alex O'Brien Jonathan Stark          | 6–4, 6–4            |
| Campeão | 11. | 1994 | Milan, Itália                   | Carpete  | Tom Nijssen        | Hendrik Jan Davids Piet Norval       | 4–6, 7–6, 7–6       |
| Vice    | 9.  | 1995 | Stuttgart Indoor, Alemanha      | Carpete  | Daniel Vacek       | Grant Connell Patrick Galbraith      | 2–6, 2–6            |
| Campeão | 12. | 1995 | Nice, França                    | Saibro   | Daniel Vacek       | Luke Jensen David Wheaton            | 3–6, 7–6, 7–6       |
| Campeão | 13. | 1995 | Roma, Itália                    | Saibro   | Daniel Vacek       | Jan Apell Jonas Björkman             | 6–3, 6–4            |
| Vice    | 10. | 1995 | Washington, D.C., EUA           | Duro     | Petr Korda         | Olivier Delaître Jeff Tarango        | 6–1, 3–6, 2–6       |
| Campeão | 14. | 1995 | Long Island, EUA                | Duro     | Daniel Vacek       | Rick Leach Scott Melville            | 5–7, 7–6, 7–6       |
| Vice    | 11. | 1995 | Bucareste, Romênia              | Saibro   | Daniel Vacek       | Mark Keil Jeff Tarango               | 4–6, 6–7            |
| Campeão | 15. | 1995 | Basel, Suíça                    | Duro (i) | Daniel Vacek       | Mark Keil Peter Nyborg               | 3–6, 6–3, 6–3       |
| Vice    | 12. | 1995 | Essen, Alemanha                 | Carpete  | Daniel Vacek       | Jacco Eltingh Paul Haarhuis          | 5–7, 4–6            |
| Vice    | 13. | 1996 | Roterdã, Holanda                | Carpete  | Hendrik Jan Davids | David Adams Marius Barnard           | 3–6, 7–5, 6–7       |
| Vice    | 14. | 1996 | Cincinnati, EUA                 | Duro     | Sandon Stolle      | Mark Knowles Daniel Nestor           | 6–3, 3–6, 4–6       |
| Vice    | 15. | 1996 | Indianapolis, EUA               | Duro     | Petr Korda         | Jim Grabb Richey Reneberg            | 6–7, 6–4, 4–6       |
| Campeão | 16. | 1996 | Ostrava, Rep. Tcheca            | Carpete  | Sandon Stolle      | Ján Krošlák Karol Kučera             | 7–6, 6–3            |
| Vice    | 16. | 1997 | Dubai, EAU                      | Duro     | Sandon Stolle      | Sander Groen Goran Ivanišević        | 6–7, 3–6            |
| Vice    | 17. | 1997 | Antuérpia, Bélgica              | Hard (i) | Sandon Stolle      | David Adams Olivier Delaître         | 6–3, 2–6, 1–6       |
| Vice    | 18. | 1997 | London/Queen's Club, Inglaterra | Grama    | Sandon Stolle      | Mark Philippoussis Patrick Rafter    | 2–6, 6–4, 5–7       |
| Campeão | 17. | 1997 | Moscou, Rússia                  | Carpete  | Martin Damm        | David Adams Fabrice Santoro          | 6–4, 6–3            |
| Campeão | 18. | 1998 | Scottsdale, EUA                 | Duro     | Michael Tebbutt    | Kent Kinnear David Wheaton           | 4–6, 6–1, 7–6       |
| Vice    | 19. | 1998 | Gstaad, Suíça                   | Saibro   | Daniel Orsanic     | Gustavo Kuerten Fernando Meligeni    | 4–6, 5–7            |
| Campeão | 19. | 1998 | US Open, Nova York              | Duro     | Sandon Stolle      | Mark Knowles Daniel Nestor           | 4–6, 7–6, 6–2       |
| Campeão | 20. | 1999 | Gstaad, Suíça                   | Saibro   | Donald Johnson     | Aleksandar Kitinov Eric Taino        | 7–5, 7–6(4)         |
| Campeão | 21. | 2000 | s’Hertogenbosch, Holanda        | Grama    | Martin Damm        | Paul Haarhuis Sandon Stolle          | 6–4, 6–7(5), 7–6(5) |
| Campeão | 22. | 2000 | Kitzbühel, Áustria              | Saibro   | Pablo Albano       | Joshua Eagle Andrew Florent          | 6–3, 3–6, 6–3       |
| Vice    | 20. | 2001 | s'Hertogenbosch, Holanda        | Grama    | Martin Damm        | Paul Haarhuis Sjeng Schalken         | 4–6, 4–6            |
| Vice    | 21. | 2002 | Auckland, Nova Zelândia         | Hard     | Martín García      | Jonas Björkman Todd Woodbridge       | 6–7, 6–7            |
| Campeão | 23. | 2002 | Delray Beach, EUA               | Duro     | Martin Damm        | David Adams Ben Ellwood              | 6–4, 6–7(5), [10–5] |
| Campeão | 24. | 2002 | Rome, Itália                    | Saibro   | Martin Damm        | Wayne Black Kevin Ullyett            | 7–5, 7–5            |
| Campeão | 25. | 2002 | s’Hertogenbosch, Holanda        | Grama    | Martin Damm        | Paul Haarhuis Brian MacPhie          | 7–6(6), 6–7(6), 6–4 |
| Campeão | 26. | 2003 | Doha, Qatar                     | Duro     | Martin Damm        | Mark Knowles Daniel Nestor           | 6–4, 7–6(8)         |
| Vice    | 22. | 2003 | Halle, Alemanha                 | Grama    | Martin Damm        | Jonas Björkman Todd Woodbridge       | 3–6, 4–6            |
| Campeão | 27. | 2003 | s’Hertogenbosch, Holanda        | Grama    | Martin Damm        | Donald Johnson Leander Paes          | 7–5, 7–6(4)         |
| Campeão | 28. | 2003 | Kitzbühel, Áustria              | Saibro   | Martin Damm        | Jürgen Melzer Alexander Peya         | 6–4, 6–4            |
| Vice    | 23. | 2003 | Long Island, EUA                | Duro     | Martin Damm        | Robbie Koenig Martín Rodríguez       | 3–6, 6–7            |
| Campeão | 29. | 2004 | Doha, Qatar                     | Duro     | Martin Damm        | Stefan Koubek Andy Roddick           | 6–2, 6–4            |
| Vice    | 24. | 2004 | Marseille, França               | Duro (i) | Martin Damm        | Mark Knowles Daniel Nestor           | 5–7, 3–6            |
| Campeão | 30. | 2004 | s’Hertogenbosch, Holanda        | Grama    | Martin Damm        | Lars Burgsmüller Jan Vacek           | 6–3, 6–7(7), 6–3    |
| Campeão | 31. | 2004 | Vienna, Áustria                 | Duro (i) | Martin Damm        | Gastón Etlis Martín Rodríguez        | 6–7(4), 6–4, 7–6(4) |
| Vice    | 25. | 2005 | Rotterdam, Holanda              | Duro (i) | Pavel Vízner       | Jonathan Erlich Andy Ram             | 4–6, 6–4, 3–6       |
| Campeão | 32. | 2005 | s’Hertogenbosch, Holanda        | Grama    | Pavel Vízner       | Tomáš Cibulec Leoš Friedl            | 6–3, 6–4            |
| Vice    | 26. | 2006 | Pörtschach, Áustria             | Saibro   | Oliver Marach      | Paul Hanley Jim Thomas               | 3–6, 6–4, [5–10]    |
| Vice    | 27. | 2006 | Kitzbühel, Áustria              | Saibro   | Oliver Marach      | Philipp Kohlschreiber Stefan Koubek  | 2–6, 3–6            |